# 汀祖镇
汀祖镇，是中华人民共和国湖北省鄂州市鄂城区下辖的一个乡镇级行政单位。

## 行政区划
汀祖镇下辖以下地区：
汀祖中心街社区、丁坳村、董胜村、凤凰村、桂花村、洪山村、华伍村、李坳村、刘显村、刘云村、刘畈村、石桥村、汀祖村、王边村、王寿村、吴垴村、杨冈村、杨王村、岳石洪村和张祖村。